# ヘキサクロリド白金(IV)酸カリウム
ヘキサクロリド白金(IV)酸カリウム（ヘキサクロリドはっきん よん さんカリウム、英: potassium hexachloroplatinate(IV)）は、化学式K2[PtCl6] で表される白金(IV)のクロリド錯体塩で無機化合物の一種である。

## 製法
白金粉末を暖めた塩酸中で撹拌しながら過酸化水素または塩素を通じながら溶解し、ヘキサクロリド白金(IV)酸水溶液を得る。なお白金の溶解に王水を用いるとニトロシル NO+ 配位子が混入し除去しにくい。
{\displaystyle {\ce {{Pt}+ {6HCl}+ 2H2O2 -> {H2[PtCl6]}+ 4H2O}}}
{\displaystyle {\ce {{Pt}+ {2HCl}+ 2Cl2 -> H2[PtCl6]}}}
このヘキサクロリド白金(IV)酸にやや過剰の塩化カリウム水溶液を加えると目的物が析出する。
{\displaystyle {\ce {{[PtCl6]^{2-}}+2K^{+}->K2[PtCl6]}}}

## 性質
比較的安定な黄色結晶または粉末で、水に比較的不溶性のカリウム塩であり、エタノールの存在下ではさらに溶解度が下がるため、カリウムの定量分析に用いられる。ルビジウム塩 Rb2[PtCl6] およびセシウム塩 Cs2[PtCl6] はさらに溶解度が小さい。アンモニウム塩 (NH4)2[PtCl6] も溶解度が低いが、ナトリウム塩 Na2[PtCl6] は易溶性である。
また二塩化ヒドラジニウムによって還元することで、テトラクロリド白金(II)酸カリウムが得られる。

## 結晶構造
固体は立方晶系に属し、八面体形に結晶する。広義の逆蛍石型構造に属し、フッ化カルシウムのカルシウムイオンの位置にヘキサクロリド白金(IV)酸イオン [PtCl6]2-、フッ化物イオンの位置にカリウムイオン K+ が配置する。単位格子中に [PtCl6]2- が4個位置し面心立方格子を形成し、K+ が正四面体4配位の間隙に8個存在する。
その格子定数は a = 9.725 Å、ヘキサクロリド白金(IV)酸イオン [PtCl6]2- は正八面体型で Pt-Cl 結合長は2.33 Åである。白金原子の電子配置は 5d6 の低スピン型で速度論的に置換不活性であり、d2sp3 混成軌道を取る。

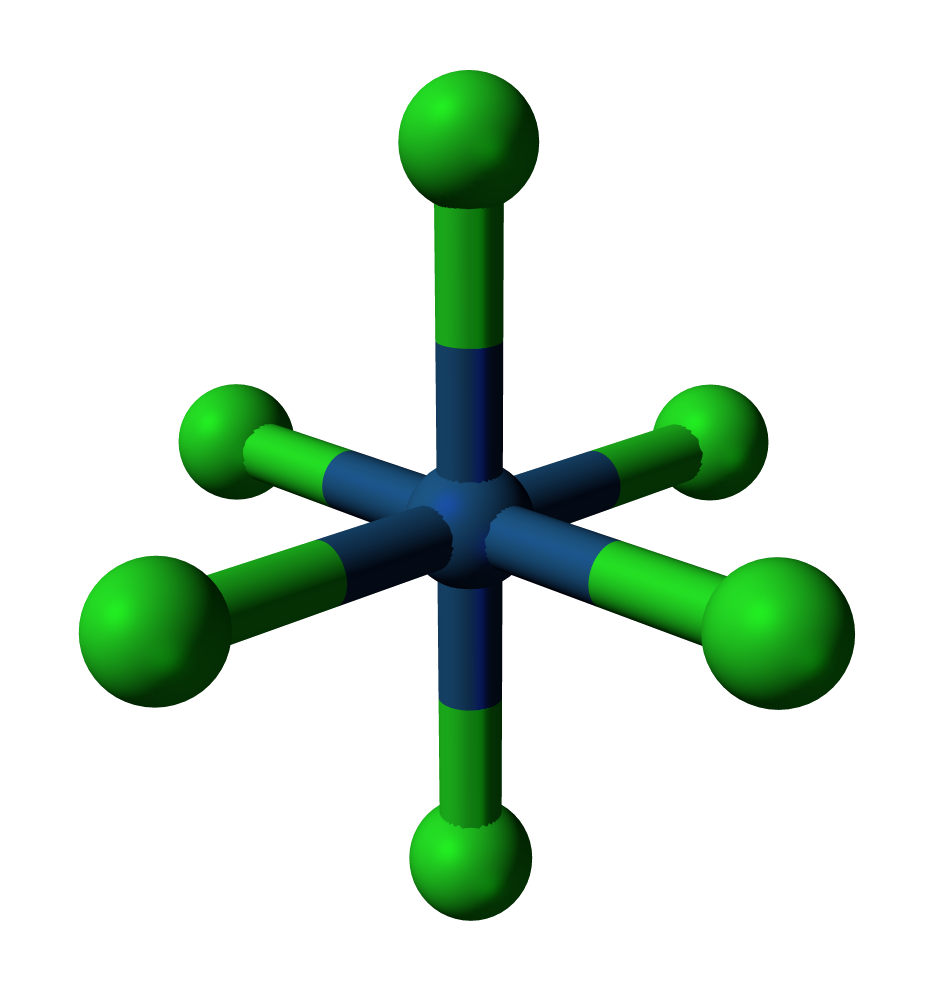
ヘキサクロリド白金(IV)酸イオン